# Microsoft Pay
Microsoft Pay (dříve Microsoft Wallet) byl mobilní platební systém a mobilní peněženka společnosti Microsoft, která umožňovala uživatelům provádět platby a ukládat věrnostní karty na některých mobilních zařízeních a také na počítačích s prohlížečem Microsoft Edge. Microsoft Pay nevyžadoval bezkontaktní platební terminály specifické pro Microsoft Pay a podporovala stávající bezkontaktní terminály, pokud byly použity na mobilních zařízeních. Podobně jako Google Wallet využívala služba Microsoft Pay emulaci hostitelské karty pro provádění plateb v obchodech. Microsoft Pay zanikl 28. února 2019.
Původní název služby se původně používal také pro funkci obsaženou v prohlížečích Internet Explorer 4 a Internet Explorer 5, která umožňovala uživatelům ukládat informace o kreditních kartách a používat je na omezeném počtu podporovaných webů.

## Historie
Microsoft Wallet byl poprvé spuštěn v Spojených státech 21. června 2016. Nejprve byla zpřístupněna účastníkům programu Windows Insider společnosti Microsoft a později byla 16. srpna 2016 zpřístupněna široké veřejnosti spolu s vydáním aktualizace Windows 10 Mobile Anniversary Update. Služba byla spuštěna exkluzivně pro systém Windows 10 Mobile v souvislosti s aktualizací aplikace Microsoft Wallet.
Spuštěním Microsoft Wallet vznikla vlastní platforma pro mobilní platby společnosti Microsoft, která jí umožnila obejít předchozí závislost na třetích stranách v oblasti bezkontaktních plateb na chytrých telefonech s operačním systémem Windows. Mobilní operační systém společnosti Microsoft již dříve podporoval bezkontaktní platby pro telefony vybavené technologií NFC, a to již v roce 2012 v systému Windows Phone 8 a původní aplikaci Wallet. V předchozím operačním systému však Microsoft závisel na zásahu třetích stran, aby bylo možné platby realizovat. Mobilní operátoři je museli podpořit tím, že zákazníkům poskytli SIM karty se zabezpečeným prvkem. Ve Spojených státech navíc mobilní operátoři AT&T, T-Mobile a Verizon vyžadovali ke zpracování plateb použití platformy Softcard vyvinuté jejich společným podnikem. Když Softcard na začátku roku 2015 koupila (a následně ukončila) společnost Google, zůstala platforma Windows ve Spojených státech bez životaschopného systému bezkontaktních plateb.
Tato platforma umožnila společnosti Microsoft koordinovat přímo s finančními institucemi a vydavateli kreditních karet provádění bezkontaktních plateb na chytrých telefonech se systémem Windows, a to počínaje Spojenými státy. Dne 15. listopadu 2017 Microsoft přejmenoval Microsoft Wallet na Microsoft Pay a umožnil jejím prostřednictvím provádět platby v prohlížeči Microsoft Edge.
Společnost Microsoft službu ukončila 28. února 2019, což se shodovalo s ukončením podpory systému Windows 10 Mobile a následným odchodem společnosti z trhu mobilních operačních systémů na konci roku.

### Dostupnost
| Datum           | Země                   |
| --------------- | ---------------------- |
| 21. června 2016 | Spojené státy americké |

## Podporovaná zařízení

### Microsoft Lumia
- Microsoft Lumia 650
- Microsoft Lumia 950
- Microsoft Lumia 950 XL